# Кыпка
 Кыпка  — деревня в Глазовском районе Удмуртии в составе сельского поселения Кожильское.

## География
Находится на расстоянии примерно 9 км на юго-запад по прямой от центра района города Глазов.

## История
Известна с 1701 года как Починок Кипкинской с 6 дворами, в 1764 году (Кыпкинская деревня) 157 жителей из удмуртов. В 1873 году здесь (деревня Кыпкинская) дворов 41 и жителей 420, в 1905 (Кыпкинская или Кыпка) 85 и 708, в 1924 (Кыпка) 102 и 730 (примерно 75 % удмурты). Работал колхоз им. Ворошилова.

## Население
Постоянное население составляло 70 человек (удмурты 81 %) в 2002 году, 66 в 2012.